# لوی‌سیویتا (دهانه)
لوی‌سیویتا یک دهانه برخوردی در ماه‌ است.

## دهانه‌های اقماری
این دهانه ۳ دهانه اقماری دارد.
| Levi-Civita | عرض جغرافیایی | طول جغرافیایی | قطر          |
| ----------- | ------------- | ------------- | ------------ |
| A           | ۲۰.۵° S       | ۱۴۴.۰° E      | ۱۷.۰ کیلومتر |
| S           | ۲۴.۱° S       | ۱۳۸.۸° E      | ۴۳.۰ کیلومتر |
| F           | ۲۳.۴° S       | ۱۴۵.۴° E      | ۱۶.۰ کیلومتر |